# 衣川孔雀

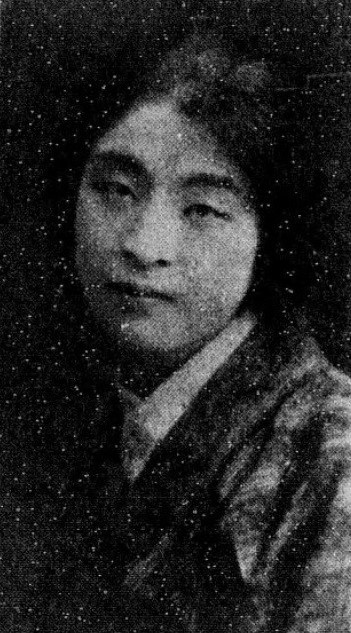
衣川孔雀 1919

衣川 孔雀（きぬがわ くじゃく、1896年5月28日 - 1982年10月18日）は、日本の女優。
スペイン公使館一等書記官牛円競一の娘で、本名を牛円貞子という。横浜市出身。実践女学校卒。1913年カフェで働くところを上山草人に見出されて衣川孔雀の芸名を与えられ、草人の「ファウスト」のグレートヒェン役でデビュー。松井須磨子に並ぶ女優との評価を受ける。妻・山川浦路のある草人の公然たる愛人となり、ヘンリック・イプセンの「ノラ」で主演したりする。1914年に草人との子である女児を生み、農家に里子に出すが病死、翌年にも女児を生むが病死。1915年頃草人を捨てて泉鏡花の弟子の歯科医寺木定芳と結婚。1923年関東大震災の時鎌倉にあって寺木との間に生まれた二児を失う。草人はこの事件を小説『蛇酒』に書き谷崎潤一郎の推薦で刊行された。